# Puy de Mareilh
Le puy de Mareilh est un sommet des monts Dore dans le Massif central.

## Géographie

### Situation
Le puy de Mareilh est situé sur la commune de Mont-Dore, entre le col de la Croix Saint-Robert et le puy de l'Angle.

### Géologie
Le sommet est un point d'éruption trachytique.

## Activités

### Protection environnementale
Le puy est inclus dans le site Natura 2000 « Monts Dore » et répertorié en ZNIEFF de type 2 « Monts Dore », ainsi que dans la ZNIEFF de type 1 « Puy de l'Aiguiller - Col de la Croix Saint-Robert ».

### Randonnée
Il est traversé par le sentier de grande randonnée 4.